# Opper-Silezisch voetbalkampioenschap 1910/11
In 1910/11 werd het vijfde Opper-Silezisch voetbalkampioenschap gespeeld, dat georganiseerd werd door de Zuidoost-Duitse voetbalbond.
Germania Kattowitz werd kampioen en plaatste zich voor de Zuidoost-Duitse eindronde. De club verloor in de eerste ronde van SC Germania Breslau.

## Bezirksklasse

### Gau Beuthen
| Plaats | Club                       | Wed. | W | G | V | Saldo | Ptn   |
| ------ | -------------------------- | ---- | - | - | - | ----- | ----- |
| 1.     | FC Hohenzollern Laurahütte | 4    | 4 | 0 | 0 | 21:05 | 08:00 |
| 2.     | SV Britannia Beuthen       | 1    | 1 | 0 | 0 | 04:00 | 02:00 |
| 3.     | SC Beuthen                 | 2    | 1 | 0 | 1 | 07:06 | 02:02 |
| 4.     | SC 08 Königshütte          | 1    | 0 | 0 | 1 | 01:05 | 00:02 |
| 5.     | FC Germania Tarnowitz      | 1    | 0 | 0 | 1 | 01:09 | 00:02 |
| 6.     | VfR Königshütte            | 3    | 0 | 0 | 3 | 03:12 | 00:06 |

|  | Geplaatst voor eindronde |

### Gau Gleiwitz
| Plaats | Club                 | Wed. | W | G | V | Saldo | Ptn   |
| ------ | -------------------- | ---- | - | - | - | ----- | ----- |
| 1.     | SC Preußen Cosel     | 4    | 4 | 0 | 0 | 15:03 | 08:00 |
| 2.     | RV 09 Gleiwitz       | 1    | 0 | 0 | 1 | 01:05 | 00:02 |
| 3.     | SC Teutonia Gleiwitz | 2    | 0 | 0 | 2 | 02:07 | 00:04 |
| 4.     | FC Borussia Zaborze  | 1    | 0 | 0 | 1 | 01:04 | 00:02 |

|  | Geplaatst voor eindronde |

### Gau Kattowitz
| Plaats | Club                  | Wed. | W | G | V | Saldo | Ptn   |
| ------ | --------------------- | ---- | - | - | - | ----- | ----- |
| 1.     | SC Germania Kattowitz | 5    | 4 | 1 | 0 | 11:04 | 09:01 |
| 2.     | FC Preußen Kattowitz  | 5    | 4 | 0 | 1 | 21:06 | 08:02 |
| 3.     | SC Diana Kattowitz    | 5    | 3 | 1 | 1 | 22:09 | 07:03 |
| 4.     | Kattowitzer SC        | 5    | 2 | 0 | 3 | 14:10 | 04:06 |
| 5.     | SC Hohenlohehütte     | 5    | 1 | 0 | 4 | 08:33 | 02:08 |
| 6.     | Borussia Myslowitz    | 5    | 0 | 0 | 5 | 01:15 | 00:10 |

|  | Geplaatst voor eindronde |

### Gau Ratibor
| Plaats | Club                  | Wed. | W | G | V | Saldo | Ptn |
| ------ | --------------------- | ---- | - | - | - | ----- | --- |
| 1.     | FC Ratibor 03         |      |   |   |   |       |     |
| 2.     | FC Preußen 06 Ratibor |      |   |   |   |       |     |

|  | Geplaatst voor eindronde |

## Eindronde

### Halve finale
| Team 1        | Uitslag  | Team 2           |
| ------------- | -------- | ---------------- |
| FC Ratibor 03 | 7:0, 6:2 | SC Preußen Cosel |

| Team 1                | Uitslag | Team 2                     |
| --------------------- | ------- | -------------------------- |
| SC Germania Kattowitz | 19:0    | FC Hohenzollern Laurahütte |

### Finale
|              |                       |        |               |  |
| 5 maart 1911 | SC Germania Kattowitz | 12 – 1 | FC Ratibor 03 |  |
| 5 maart 1911 |                       |        |               |  |